# 4. санитетски батаљон
4. санитетски батаљон је била санитетска јединица Војске Републике Српске, у саставу Сарајевско-романијског корпуса.

## Историјат
Док је постојао 4. корпус ЈНА на простору Сарајевско-романијске регије, тј. до 19. маја 1992. године у свом саставу поред осталих јединица имао је и 4. санитетски батаљон (снб) резервног састава, лоциран у складишту материјално-техничких средстава и наоружања "Фалетићи" на сјеверо-источној периферији Сарајева. Због напетих међунационалних односа у Сарајеву, али и у цијелој СР БиХ, паравојних формација СДА-ХДЗ коалиције и сталне опасности од избијања ратних сукоба пријетила је опасност да средства која су се налазила у складишту "Фалетићи" падну у руке овим паравојним формацијама. Због тога је, на приједлог команданта батаљона, капетана Милована Шотре, начелника Санитетске службе, пуковника Тончија Поше и помоћника команданта Корпуса за позадину, пуковника Милосава Гаговића, командант корпуса наредио да се санитетска материјална средства из касарне у Фалетићима измјесте на локацију у касарну "Коран-Пале" и да се ту оформи Командно мјесто 4. снб. Ово је урађено у току новембра мјесеца 1991. године. Почетком априла мјесеца, тачније 5. априла 1992. године, поред осталих, наређена је и потпуна мобилизација људства и техничко-материјалних средстава 4. снб. У ту сврху; на Корану у Палама, мобилисан је хотел "УПИ" за потребе развијања Ратне болнице СРК. За успјешно функционисање ове ратне болнице пресудне су биле Наредбе команданта и управника Војне болнице Сарајево којима је одређено и распоређено људство које ће прећи из Војне болнице у Сарајевз у 4. снб. Први пацијенти у ову Ратну болницу примљени су и хируршки збринути већ 6. априла 1992. године. Поред Ратне болнице која је развијена у Палама, Начелник санитетске служве 4. корпуса, пуковник др Тончи Поша, одмах по изласку из Сарајева и формирању позадинског командног мјеста у Тилави, 4. априла 1992. године, приступио је формирању Прихватне санитетске станице - амбуланте, у Задружном дому, у Тилави. Значајну помоћ у људству и материјално-техничких средстава за попуну ове амбуланте дао је 4. снб, а мањим дијелом попуна је извршена мобилизацијом људства и изузимањем средстава из локалних извора. Почевши од 5. априла па све до средине јуна мјесеца 1992. године у ову амбуланту прихватани су сви тежи рањеници, и дио обољелих бораца и цивила са простора сјеверозападног дијела сарајевског ратишта: Илијаша, Вогошће, Рајловаца, Илиџе и Хаџића, као и са јужног дијела сарајевског ратишта: Бојковића, Касиндола, Которца, Добриње један и четири, Мојмила, Грбавице, Враца и Требевића. Ратна болница "Жица" формирана је у објекту СРЦ фабрике "Жица" у Блажују и пружала 114 је медицинску помоћ на нивоу опште медицинске помоћи и суженим обимом специјалистичке медицинске помоћи. Није имала услова за хируршки рад и није радила хируршке захвате.
Из ове болнице и из домова здравља: Илијаш, Вогошћа, Рајловац, Илиџа и Хаџићи рањеници и обољели превезени су Касиндолском улицом и преко сарајевског аеродрома у пријемну амбуланту "Тилава" гдје је вршена медицинска обрада, тријажа и упућивање на даљу обраду и лијечење у Ратне болнице "Коран" или Ратне болнице Главног штаба на Сокоцу. Од Лукавице до Пала постојао је само један макадамски пут, преко Тврдимића и Бистрице, који је војска тек била изградила и спојила уочи самог почетка ратних сукоба у Сарајеву. Одлазак јединица ЈНА у СРЈ 19. маја 1992. године значајно је ослабио кадровску попуњеност 4. снб и других санитетских јединица, до тада формираних, сада већ у СРК. Недостатак људства надокнађиван је мобилизацијом људства на терену и прихватањем избјеглих са простора Сарајева и Централне Босне, који су били под контролом муслиманских власти. Били су то веома тешки дани за тек формиране и јединице у формирању СРК. На простору Сарајевско-романијске регије ратни сукоби су се све више распламсавали и сваким даном постојала је све већа потреба за квалитетним медицинским збрињавањем. Велики проблем у збрињавању рањених и обољелих бораца са простора сјеверозападног дијела ратишта СРК појавио се када је Предсједништво РС БиХ, као знак добре воље 1. јула 1992. године УНПРОФОР-у предало сарајевски аеродром. Сви путеви са сјеверозападног дијела ратишта у зони одговорности СРК тим чином били су прекинути. Рјешења су нађена у изградњи новог пута од Вогошће, преко Радаве и Мрковића до Хреше и ослобађању пута од Средњег, преко планине Висојевице, Вучије Луке, Хреше и даље према Палама и Сокоцу. Међутим, ни то није било потпуно рјешење проблема, јер су путеви били дуги и макадамски, што се значајно одражавало на смртност тешких рањеника. Због тога је донесена одлука да се Ратна болница "Жица" оспособи за хируршке интервенције и да се у њој збрињавају теже рањени и обољели борци и грађани, са простора општина: Илијаш, Вогошћа, Рајловац, Илиџа и Хаџићи. Од тада је Ратна болница "Жица" функционисала као 2. хируршка чета 4. снб. За управника Ратне болнице одређен је проф. др Милан Пејић. Такође, ради што боље комуникације између Лукавице и Пала 1. рпбр 17. јуна 1992. године ослободила је Златиште и Осмице на Требевићу чиме је асфалтни пут преко Требевића стављен у функцију, па је и транспорт рањеника и обољелих од тада био значајно краћи и удобнији. Значај амбуланте "Тилава", био је заиста велики све до половине августа мјесеца 1992; године, када су вођене велике борбе на јужном дијелу сарајевског ратишта. Од половине августа мјесеца полако слаби притисак на амбуланту "Тилава" и она се полако кадровски празни.
Ратни команданти 4. санитетског батаљона СРК били су:
• Пуковник прим. др Миро Бабовић, хирург и
• Пуковник прим. др Братислав Борковац.
У току Одбрамбено-отаџбинског рата 4. снб СРК имао је три погинула борца.